# Шисеј ан Морван
Шисеј ан Морван (фр. Chissey-en-Morvan) насеље је и општина у источном делу централне Француске у региону Бургоња, у департману Саона и Лоара која припада префектури Отен.
По подацима из 2011. године у општини је живело 295 становника, а густина насељености је износила 9,87 становника/km². Општина се простире на површини од 29,9 km². Налази се на средњој надморској висини од 376 метара (максималној 607 m, а минималној 350 m).

## Демографија
| 1962. | 1968. | 1975. | 1982. | 1990. | 1999. | 2011. |
| ----- | ----- | ----- | ----- | ----- | ----- | ----- |
| 440   | 475   | 439   | 367   | 343   | 281   | 295   |

График промене броја становника у току последњих година